# زیردریایی یو-۴۳۲
زیردریایی یو-۴۳۲ (به انگلیسی: German submarine U-432) یک زیردریایی بود که طول آن ۶۷٫۱ متر (۲۲۰ فوت ۲ اینچ) بود. این زیردریایی در سال ۱۹۴۱ ساخته شد.